# Ржавый тромбон

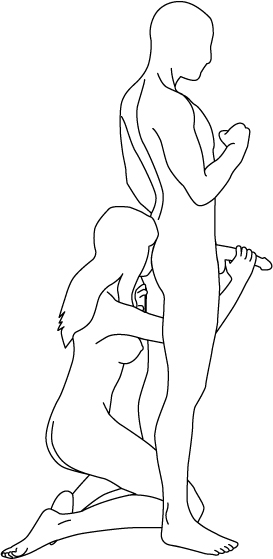
Обычный «ржавый тромбон»

Ржавый тромбон (англ. Rusty trombone) — половой акт, при котором мужчина стоит, слегка согнув колени и спину, расставив ноги как минимум на ширину плеч, чтобы обнажить свой анус. Его половой партнёр обычно становится на колени позади мужчины и делает анилингус, одновременно протягивая руку под мошонкой или вокруг тела, чтобы вручную совершать быстрые возвратно-поступательные движения пенисом, имитируя движения тромбониста. Акт определяется, прежде всего, физической ориентацией партнёров, сочетанием анилингуса с мануальной сексуальной стимуляцией и сходством анального сфинктера с наконечником тромбона; однако возможны и другие положения.

## История
В 2003 году ток-шоу на радио Детройта «Демински и Дойл» начало часовую познавательную дискуссию о сексуальных актах, ставших городскими легендами, заявлением: «Попытайтесь тщательно описать, каким был бы „Кливлендский пароход“…», а затем подробно рассказали о «блампкинге» и «ржавом тромбоне». Пятнадцать месяцев спустя Федеральная комиссия по связи предложила оштрафовать владельца радиостанции Infinity Broadcasting на сумму 27 500 долларов посредством уведомления о явной ответственности, в котором конкретно упоминался «ржавый тромбон».
«Ржавый тромбон» («грязный тромбон») получил более широкое распространение в развлекательных проектах, подготовленных к выпуску в 2005 году. Например, комик Энди Дик использовал этот термин в документальном фильме 2005 года «Аристократы» как часть печально известной грязной шутки с одноименным названием. Видимо, осознавая, что эта фраза является частью самого грязного из грязных выражений, новостные источники, такие как Slant Magazine, New Statesman и Globe and Mail, выделили «ржавый тромбон» в своём обзоре «Аристократов». Кроме того, в фильме 2005 года «40-летняя девственница» персонаж Мудж заявил: «Дело не в этих „ржавых тромбонах“ и не в этих „грязных санчес“». В фильме «Tenacious D: Медиатор судьбы» актёр Джек Блэк прогуливается по набережной Венис-Бич в Калифорнии в футболке с изображением данного акта. В «Позднем шоу с Крейгом Фергюсоном» ведущий Крейг Фергюсон хранил под своим столом настоящий ржавый тромбон, о котором он время от времени упоминал и показывал для комического эффекта.
Также это часть партийной игры 2006 года PervArtistry, в которой участники рисуют сексуальные картинки на доске, а другие игроки пытаются угадать сексуальный синоним этого изображения.